# 代数螺旋
代数螺旋（だいすうらせん）は、代数的な式によって表される螺旋である。アルキメデスの螺旋、放物螺旋、双曲螺旋、リチュースなどがある。対数螺旋は代数螺旋には含まれない。

## アルキメデスの螺旋

アルキメデスの螺旋

アルキメデスの螺旋（-らせん　Archimedes' spiral）は極座標の方程式 {\displaystyle r=a\theta } によって表される曲線で、線同士の間隔が等しい渦巻である。{\displaystyle \theta } が負の場合も含めると、y 軸に対して線対称となる。アルキメデス螺旋とも。

## 放物螺旋

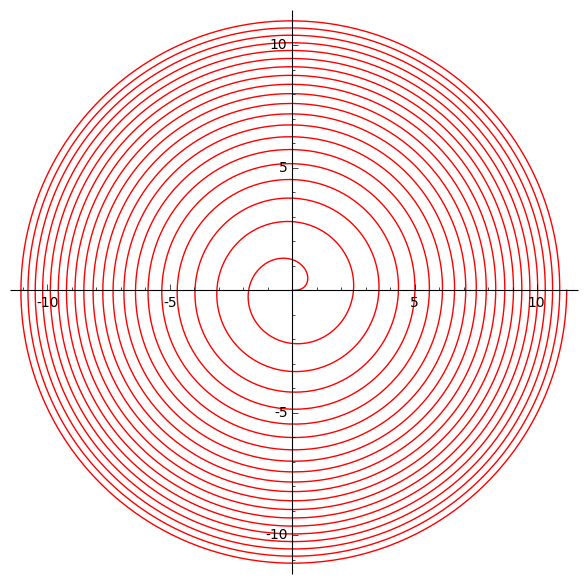
放物螺旋

放物螺旋（ほうぶつらせん、Parabolic Spiral）は極座標の方程式 {\displaystyle r=a{\sqrt {\theta }}} によって表される曲線である。渦は外側にいくほど（{\displaystyle \theta } が大きくなるほど）間隔が狭くなっていく。

## 双曲螺旋

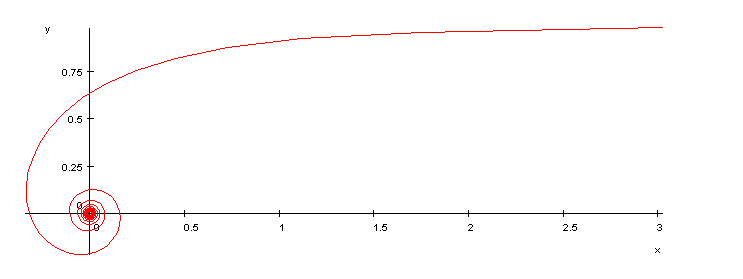
双曲螺旋

双曲螺旋（そうきょくらせん　hyperbolic spiral）は極座標の方程式 {\displaystyle r={\frac {a}{\theta }}} によって表される曲線である。
パラメータ表示では {\displaystyle x={\frac {a\cos \theta }{\theta }},y={\frac {a\sin \theta }{\theta }}} と表される。
y = a を漸近線に持つ。
{\displaystyle \theta } が負の場合も含めると、y 軸に対して線対称となる。

## リチュース

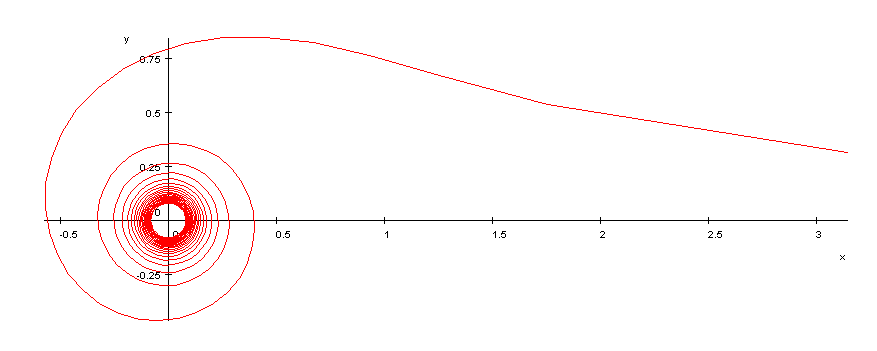
リチュース

リチュース（Lituus）は {\displaystyle r={\frac {a}{\sqrt {\theta }}}} によって表される曲線である。
{\displaystyle \theta } が大きくなるにつれて、渦を巻いて原点（{\displaystyle r=0}）に近づいていく。